# Haitobolus haitensis
Haitobolus haitensis är en mångfotingart som först beskrevs av Paul Gervais 1847.  Haitobolus haitensis ingår i släktet Haitobolus och familjen Rhinocricidae. Inga underarter finns listade i Catalogue of Life.